# Клищук, Андрей Андреевич
Андре́й Андре́евич Клищу́к (укр. Андрій Андрійович Кліщук; 3 июля 1992, Измаил, Одесская область) — украинский футболист, вратарь львовских «Карпат».

## Биография
Воспитанник клуба «Дунай» (Измаил), первые тренеры Владимир Валерьевич Петренко и Р. О. Новиков. В юношеском возрасте занимался также в ДЮСШ «Монолит» (Ильичёвск).
В 2009 году перешёл в одесский «Черноморец», но играл только за его второй состав — провёл один матч в молодёжном первенстве и 14 игр во второй лиге. В ходе сезона 2011/12 перешёл в «Горняк-Спорт», где поначалу был основным вратарём, сыграв 25 матчей за полтора сезона, однако затем потерял место в основе и три следующих сезона провёл в качестве запасного вратаря, сыграв за это время один матч в чемпионате и несколько игр в Кубке Украины. С 2016 года выступал в первой и второй лигах за клубы «Сумы», «Нива» (Винница), «Нефтяник» (Ахтырка).
Летом 2018 года перешёл в клуб «Днепр-1». Стал победителем первой лиги сезона 2018/19, сыграв 13 матчей из 28, сыгранных командой. Полуфиналист Кубка Украины 2018/19, в полуфинальном матче против «Шахтёра» вышел на замену и пропустил оба гола (0:2). 31 июля 2019 года дебютировал в высшей лиге в матче против донецкого «Олимпика».

## Достижения
«Днепр-1»
- Победитель Первой лиги Украины: 2018/19

«Кривбасс»
- Бронзовый призёр чемпионата Украины: 2023/24